# Escrituras de Dzogchen

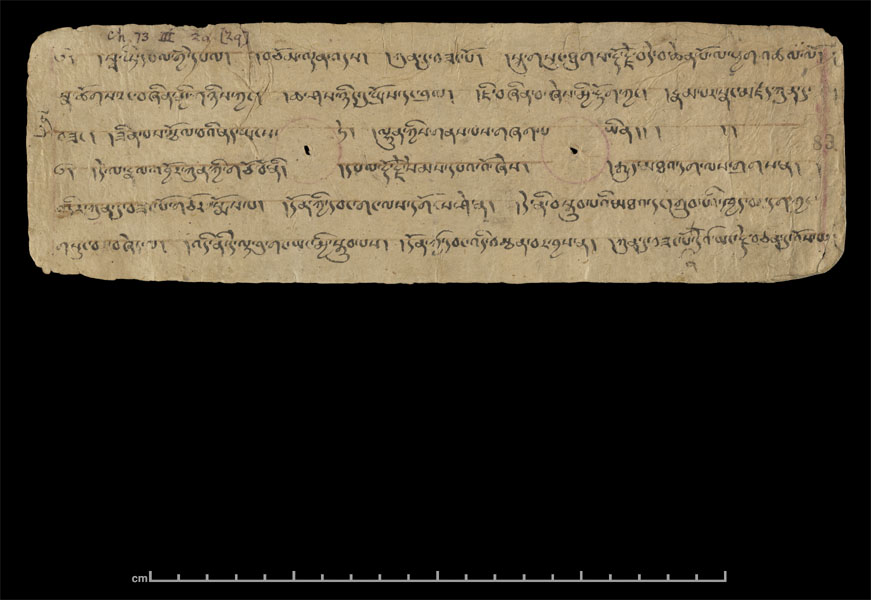
Parte del texto dzogchen El cuco de Rigpa, de Dunhuang.

Las escrituras de Dzogchen se refieren a las diversas escrituras religiosas de la tradición Dzogchen de la escuela budista tibetana Nyingma. Las Tres Series de Dzogchen (rdzogs chen sde gsum) son una clasificación tradicional que divide las enseñanzas de la tradición Dzogchen en tres series, divisiones o secciones. Estas tres son: la Serie de la Mente (Semde), la Serie del Espacio (Longde) y la Serie de la Instrucción Esotérica (Mennagde). Los relatos tradicionales de la escuela Nyingma atribuyen este esquema al maestro indio Mañjuśrīmitra (c. siglo VIII).
Según los tibetólogos modernos, este esquema doxográfico se desarrolló en realidad en la literatura de la serie de la Instrucción Esotérica (c. siglo XI en adelante) como una forma de distinguir y categorizar las diversas enseñanzas Dzogchen de la época. Según los textos de la Serie de la Instrucción, la Serie de la Mente se basa en la comprensión de que la propia mente es la base de todas las apariencias y que esta base, llamada mente en sí misma, es vacía y luminosa. La Serie del Espacio, por su parte, se centra en la vacuidad (Skt. śūnyatā, T. stong-pa nyid). Por último, la serie de la Instrucción propiamente dicha se considera el tipo de realización más directa, sin necesidad de meditar en la vacuidad o en la mente. Con el tiempo, la serie de la Instrucción Esotérica llegó a dominar la tradición Dzogchen y sigue siendo la serie que más se practica y enseña, mientras que las otras dos series apenas se practican hoy en día (con la excepción de algunos maestros como Namkhai Norbu).
El tibetólogo David Germano escribe que la Serie de la Mente sirve para clasificar los primeros textos y formas de Dzogchen "anteriores al desarrollo de los movimientos del Esencia Interior (Nyingthig)", que se centraban en meditaciones basadas en la comprensión tántrica de la bodhicitta (byang chub kyi sems). Esto se refiere a la naturaleza última de la mente, que es vacía (stong pa), luminosa ('od gsal ba) y pura. Según Germano, las series del Espacio e Instrucción Esotérica se asocian a desarrollos posteriores (históricos) del Dzogchen "que experimentaron cada vez más con la reincorporación de técnicas contemplativas tántricas centradas en el cuerpo y la visión, así como los consiguientes cambios filosóficos con los que se entrelazaron."

## La Serie de la mente (semde)
Semde (sánscrito: cittavarga, "división de la mente", "clase de la mente" o "serie de la mente") contiene la primera literatura dzogchen. La mayoría de estos textos se atribuye a indios como Garab Dorje, Śrī Siṅgha, Vairotsana y Vimalamitra. Según David Germano, los primeros textos dzogchen (que se denominan semde) se habrían difundido en el Tíbet en la segunda mitad del siglo VIII. Comienzan con una colección de textos bastante breves conocidos como La serie de los dieciocho textos de la mente (Sems sde bco brgyad), que luego se expandieron en una gran familia de textos. Padmasambhava (siglo VIII) no figura en estas primeras tradiciones de Gran Perfección. En cambio, Śrīsiṁha (siglo VIII), Garab Dorje (¿siglo VII?) y Vimalamitra (siglos VIII-IX) son las principales figuras indias citadas como implicadas en su autoría, redacción, transmisión y traducción.
Con el tiempo, los textos más cortos de la serie de la mente se ampliaron en tantras más grandes. El Kun byed rgyal po ("El rey que todo lo crea") es el más importante e influyente de estos tantras largas semde. Una característica del sistema semde son los cuatro yogas. Según Namkhai Norbu son: "el estado de calma (gnas pa); el no movimiento (mi g.yo ba); la igualdad o no dualidad (mnyam nyid); y la autoperfección (lhun grub)".
Los textos de la serie de la mente se centran en la "mente de la iluminación" (byang-chub-kyi sems, sct. bodhicitta), que en textos semde se refiere a la verdadera naturaleza de la mente, que es pura, perfecta e idéntica a la budeidad. Por ello, los textos de semde se centran en el conocimiento (rigpa) de esta naturaleza, que es vacía (stong pa), luminosa ('od gsal ba) y pura, y rechazan las formas de práctica artificiosas y esforzadas, como los métodos de yoga de la deidad tántrica. Según Christopher Hatchell, estos primeros textos no están interesados en "especificar ningún tipo de prácticas o conceptos estructurados", sino que estos textos sostienen que, además de reconocer la naturaleza de la mente y relajarse en ella, "no hay nada que hacer ni nada por lo que esforzarse".

### Textos de Semde

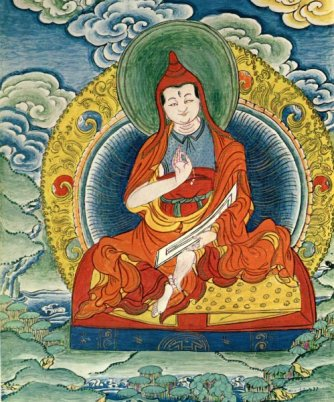
Vairotsana el traductor

También se decía que la clase de la mente (semde) del Dzogchen comprendía dieciocho tantras, aunque la formulación llegó a incluir algo más. Los tantras que pertenecen a la División de la Mente incluyen:
1. El Cuco de Rigpa (tibetano: རིག་པའི་ཁུ་བྱུག, Wylie: rig pa'i khu byug)
2. La Gran Potencia (tibetano: རྩལ་ཆེན་སྤྲུག་པ, Wylie: rtsal chen sprug pa)
3. El Gran Garuda en vuelo (tibetano: ཁྱུང་ཆེན་ལྡིང་བ, Wylie: khyung chen lding ba)
4. Refinar el oro del mineral (tibetano: རྡོ་ལ་གསེར་ཞུན, Wylie: rdo la gser zhun)
5. La Escritura de la Bandera del Gran Espacio de Nunca Jamás (tibetano: མི་ནུབ་རྒྱལ་མཚན་ནམ་མཁའ་ ནམ་མཁའ་ཆེ་, Wylie: mi nub rgyal mtshan nam mkha' che)
6. La Escritura de la Cumbre Espontánea (tibetano: རྩེ་མོ་བྱུང་རྒྱལ, Wylie: rtse mo byung rgyal)
7. El Rey del espacio (tibetano: རྣམ་ མཁའི་རྒྱལ་ རྒྱལ་པོ, Wylie: rnam mkha'i rgyal po)
8. El Ornamento de la dicha incrustada (tibetano: བདེ་བ་འཕྲུལ་བཀོད, Wylie: bde ba 'phrul bkod)
9. La Perfección que todo lo abarca (tibetano: རྫོགས་པ་སྤྱི་ཆིངས, Wylie: rdzogs pa spyi chings)
10. La Esencia de Bodhicitta (tibetano: བྱང་ཆུབ་སེམས་ཏིག, Wylie: byang chub sems tig)
11. La Dicha infinita (tibetano: བདེ་བ་རབ་འབྱམས, Wylie: bde ba rab 'byams)
12. La Rueda de la Vida (tibetano: སྲོག་གི་འཁོར་ལ, Wylie: srog gi 'khor lo)
13. Las Seis esferas (Wylie: thig le drug pa)
14. La perfección que todo lo penetra (tibetano: རྫོགས་པ་སྤྱི་སྤྱོད, Wylie: rdzogs pa spyi spyod)
15. La Joya que cumple deseos (tibetano: ཡིད་བཞིན་ནོར་བུ, Wylie: yid bzhin nor bu)
16. El Rigpa que todo lo unifica (tibetano: ཀུན་ཏུ་རིག་པ, Wylie: kun tu rig pa)
17. El Señor Supremo (tibetano: རྗེ་བཙན་དམ་པ་, Wylie: rje btsan dam pa)
18. La realización del verdadero significado de la meditación (tibetano: སྒོམ་པ་དོན་གྲུབ, Wylie: sgom pa don grub)
19. El rey que todo lo crea (tibetano: ཀུན་བྱེད་རྒྱལ་པོའི་རྒྱུད་, Wylie: Kun-byed Rgyal-po'i Rgyud)
20. La maravillosa mente de la iluminación (tibetano: བྱང་ཆུབ་ཀྱི་སེམས་རྨད་དུ་བྱུང་བ, Wylie: byang chub kyi sems rmad du byung ba)
21. Las diez enseñanzas finales

Otro listado extraído de The Lotus Born es:
1. Escritura de la Joya que todo lo encarna (Wylie: rin chen kun 'dus kyi lung)
2. Escritura de la Dicha que todo lo abarca (Wylie: bde ba rab 'byams kyi lung)
3. Escritura del Cuco de la Conciencia (Wylie: rig pa khu byug gi lung)
4. Escritura del Epítome de las Enseñanzas (Wylie: bka' lung gi spyi chings)
5. Escritura de la Gran Vista de Garuda (Wylie: lta ba khyung chen gyi lung)
6. Escritura del Gran Rey del Espacio (Wylie: nam mkha' che rgyal po'i lung)
7. Escritura del Gran Estandarte del Espacio que nunca disminuye (Wylie: mi nub rgyal mtshan nam mkha' che'i lung)
8. Escritura de la Gran Fuerza de la Conciencia (Wylie: rig pa rtsal chen gyi lung)
9. Escritura de la Dicha de la Joya (Wylie: bde ba phra bkod kyi lung)
10. Escritura del logro de la meditación (Wylie: bsgom don grub pa'i lung)
11. Escritura de la Tilaka no naciente (Wylie: skye med ti la ka'i lung)
12. Escritura del oro puro sobre la piedra (Wylie: rdo la gser zhun gyi lung)
13. Escritura de la Cumbre Espontánea (Wylie: rtse mo byung rgyal gyi lung)
14. Escritura del Rey Supremo (Wylie: rje btsan dam pa'i lung)
15. Escritura del Gran Tesoro Variado (Wylie: sna tshogs gter chen gyi lung)
16. Escritura de la Rueda de la Vida (Wylie: srog gi 'khor lo'i lung)
17. Escritura de la joya que cumple los deseos (Wylie: yi bzhin nor bu'i lung)
18. Escritura de la Sabiduría Maravillosa (Wylie: ye shes rmad du byung ba'i lung

De ellos, los cinco primeros son los "Cinco Tantras traducidos anteriormente", traducidos por Vairotsana. Los trece siguientes fueron traducidos principalmente por Vimalamitra. De los tres restantes, el Kunjed Gyalpo se considera el tantra primario o raíz de la serie de la mente.

## La serie del espacio (longdé)

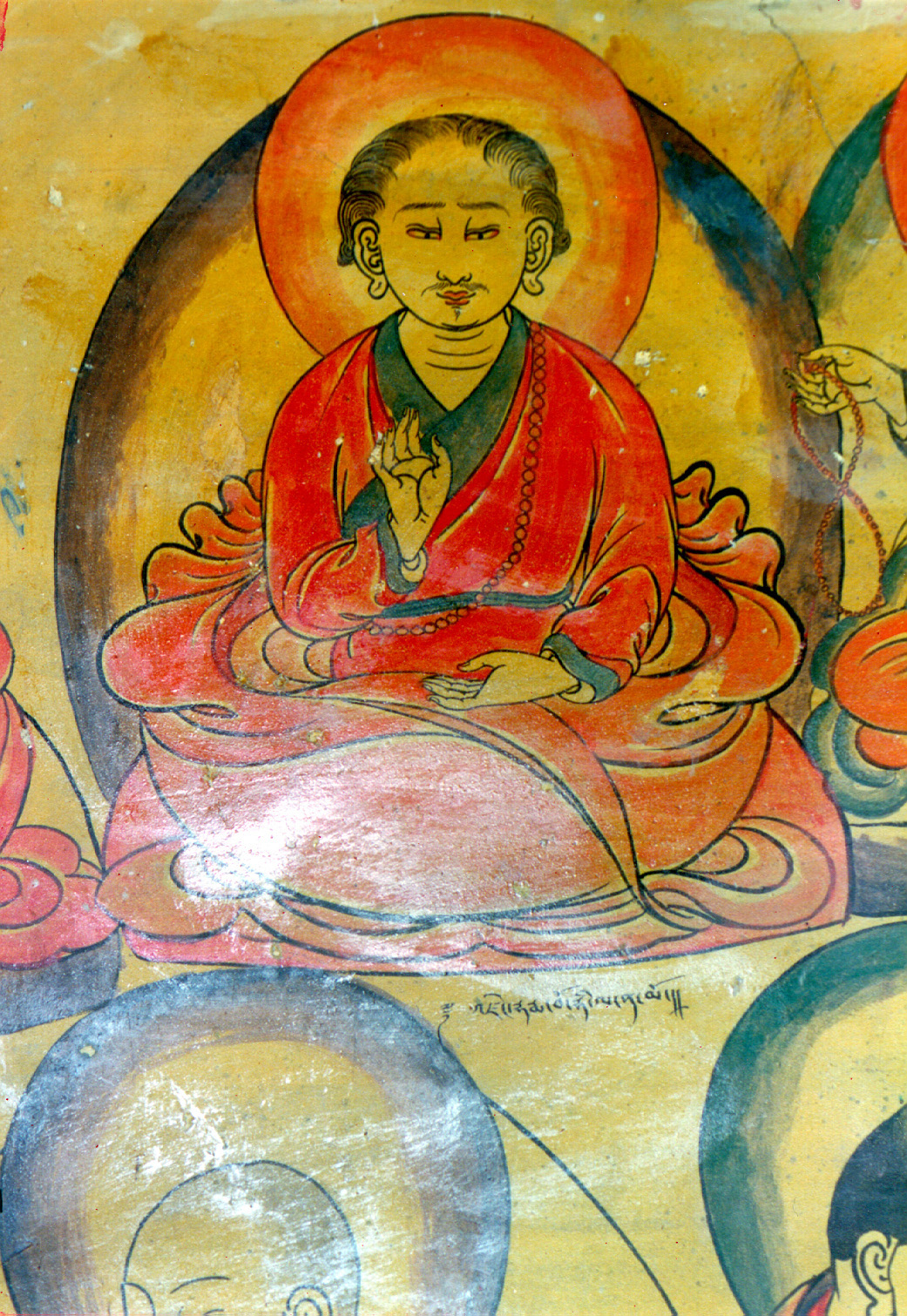
'Dzeng Dharmabodhi, (b.1052 - d.1168), a master of the Vajra Bridge

Longdé (Wylie: klong sde, en sánscrito, abhyantaravarga, "La serie del espacio") enfatiza la vacuidad (Wylie: strong pa) también descrito como amplitud o expansividad (klong) y refleja los desarrollos de los siglos XI-XIV.  El "espacio" en estos textos se utiliza para describir aspectos en los que la verdadera naturaleza mental del individuo es análoga al espacio. Por ejemplo, el espacio está presente en todas partes y no es necesario ningún esfuerzo para alcanzarlo; no puede ser trascendido; es inmenso; lo abarca todo; está desprovisto de características y no puede ser aprehendido; no tiene centro ni periferia; es eterno y sin causa; no hay soporte en el espacio ni nada en lo que centrarse: etc.
Uno de los temas centrales de estos textos es la doctrina de "los Nueve Espacios" (Los Espacios de la Vista, el Comportamiento, el Mandala, la Iniciación, el Compromiso, la Actividad, la Realización, los Niveles - Caminos y la Fruición). Se dice que cada una de estas prácticas, que se refieren a características del tantra budista, es espaciosa y completa dentro de la verdadera naturaleza de cada uno y, por lo tanto, las prácticas gradualistas y tántricas se consideran innecesarias para aquellos que comprenden la verdadera naturaleza de su mente. Así, por ejemplo, no hay necesidad de crear un mandala en la mente para practicar, ya que cuando uno realiza la verdadera naturaleza de la mente, todas las percepciones son el mandala. Del mismo modo, no hay necesidad de pasar por una iniciación ritual, ya que realizar la propia naturaleza es ya una iniciación. En este sentido, se considera que el dzogchen trasciende el tantra.
Como señala Anspal, algunos tantras de la serie del espacio, como Igual al fin del cielo (Nam-mkha'i mtha'-dang mnyam-pa) "no prescriben ninguna técnica particular para el practicante, como posturas o movimientos físicos, ejercicios meditativos estructurados, etc.". En este sentido, son similares a los tantras de la serie de la mente.
Otra tradición que a menudo se agrupa como parte de la serie del espacio es la del Puente de Vajra (rdo rje zam pa). Estos textos incluyen numerosos ritos tántricos relacionados con Heruka y tres Dakinis. Sin embargo, los comentarios de los textos del Puente de Vajra indican que estos ritos tántricos son prácticas auxiliares y secundarias a la práctica principal que es la contemplación de la Gran Perfección de la naturaleza de la mente, y que no se practica aquí en el contexto formalizado de la sadhana tántrica. Una figura clave en esta tradición es Dzeng Dharmabodhi (1052-1168). Su alumno, Kunzang Dorje, escribió numerosos comentarios sobre el Puente de Vajra. El tantra clave de esta tradición se titulaba Sabiduría secreta (Ye-shes gsang-ba) y contiene las instrucciones esenciales de meditación de la tradición del Puente Vajra. Estas instrucciones consisten en sentarse en un lugar apartado, "instalarse en la conciencia ordinaria" sin bloquear los seis sentidos hasta llegar a una sensación de naturalidad no forzada.
En la tradición del Puente Vajra, la contemplación de la verdadera naturaleza de la mente, que también se denominaba "no meditación", se introducía mediante el uso de "cuatro signos", que "son las experiencias de no conceptualidad (mi-rtog-pa), claridad (gsal-ba), dicha (bde-ba) y la inseparabilidad (dbyer mi-phyed-pa) de los tres primeros como el cuarto". Algunos de los textos del Puente Vajra también hacen uso de los yogas del cuerpo sutil de los vientos (vayus), aunque son relativamente sencillos y "sin esfuerzo" (rtsol-bral) en comparación con los yogas del viento de la etapa de finalización que se encuentran en los tantras Sarma, que son vistos como inferiores y toscos por los autores del Puente Vajra como Kun-bzang rdo-rje.

### Textos de Longdé
El Tantra Real de Samantabhadra de la Vastedad Total (Wylie: klong chen rab byams rgyal po'i rgyud ces bya ba bzhugs so) es reconocido como el "rey" de los tantras pertenecientes a la sección del espacio.
Los principales textos tántricos pertenecientes a la División del Espacio son:
- El Rey del Espacio Infinito e Inmenso (tibetano: ཀློང་ཆེན་རབ་འབྱམས་རྒྱལ་པོ, Wylie: klong chen rab 'byams rgyal po)
- El Espacio total de Samantabhadra (tibetano: ཀུན་ཏུ་བཟང་པོ་ནམ་མཁའ་ཆེ, Wylie: kun tu bzang po nam mkha' che)
- La Manifestación de la Energía Creativa de Rigpa (tibetano: རིག་པ་རང་རྩལ་ཤར་བ, Wylie: rig pa rang rtsal shar ba)
- La Rueda de las Instrucciones Clave (tibetano: གདམས་ངག་སྣ་ཚོགས་འཁོར་ལོ, Wylie: gdams ngag sna tshogs 'khor lo)
- El Conjunto del Camino Exaltado (tibetano: འཕགས་ལམ་བཀོད་པ, Wylie: 'phags lam bkod pa)
- Vajrasattva Igual a los Límites del Espacio (tibetano: རྡོ་རྗེ་སེམས་དཔའ་ནམ་མཁའི་མཐའ་དང་མཉམ་པ, Wylie: rdo rje sems dpa' nam mkha'i mtha' dang mnyam pa)
- La Lámpara de Rigpa Secreta (tibetano: ཡེ་ཤེས་གསང་བ་སྒྲོན་མ, Wylie: ye shes gsang ba sgron ma)
- La Rueda de las Gemas Preciosas (tibetano: རིན་པོ་ཆེ་འཁོར་ལོ, Wylie: rin po che 'khor lo)
- El Conocimiento Secreto (tibetano: ཡེ་ཤེས་གསང་བ, Wylie: ye shes gsang ba)
- El Conocimiento Perfecto (tibetano: ཡེ་ཤེས་རྫོགས་པ, Wylie: ye shes rdzogs pa)
- La Revelación total de la Bodhicitta Omnipresente (tibetano: བྱང་ཆུབ་ཀྱི་སེམས་ཀུན་ལ་འཇུག་པ་རྣམ་དག་སྟོན་པ, Wylie: byang chub kyi sems kun la 'jug pa rnam dag ston pa)
- El Vajra Radiante del Bodhicitta (tibetano: བྱང་ཆུབ་ཀྱི་སེམས་རྡོ་རྗེ་འོད་འཕྲོ, Wylie: byang chub kyi sems rdo rje 'od 'phro)

## La serie de instrucciones íntimas (menngagde)

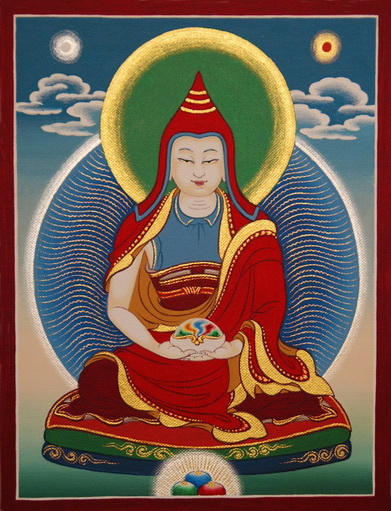
La escuela Nyingma cree que los textos Menngagde fueron transmitidos al Tíbet por figuras indias como Vimalamitra.

Menngagde (en tibetano: མན་ངག་སྡེ, wylie: man ngag sde, en sánscrito: upadeśavarga) es la tradición de Dzogchen más practicada y se centra en los métodos de kadag trekchö (corte minucioso de la pureza primordial) y lhundrup tögel (salto de la presencia espontánea).

### Vima Nyingthig
La colección textual más importante de la tradición Menngagde es el Vima Nyingthig (La esencia interior de Vimalamitra), que incluye los Diecisiete Tantras de los Antiguos. Tibetólogos contemporáneos como David Germano y Christopher Hatchell sostienen que el Vima Nyingthig probablemente fue compuesto en diferentes capas y fases por varias figuras, incluyendo el terton Zhangton Tashi Dorje (1097-1127). Germano también sostiene que la primera figura "históricamente atestiguada" relacionada con estos tantras es Chetsün Sengé Wangchuk (lce btsun seng ge dbang phyug, c. siglo XI).
Samten Karmay escribe que aunque Vimalamitra está atestiguado en las fuentes e inscripciones como monje budista, hay "bastante incertidumbre" sobre esta figura (y también sobre su supuesto alumno, Nyangban Tingzin Zangpo).
El Vima Nyingthig consta de tres secciones:
1. tantra (rgyud), que se refiere a los Diecisiete Tantras y es la parte más importante de la colección
2. āgama (lung), enseñanzas atribuidas a figuras como Garab Dorje, Mañjuśrīmitra, Sri Singha y Jnanasutra
3. upadēśavarga (man ngag); se refieren a 119 tratados de consejos o "instrucciones esenciales" (man ngag)

Germano también señala que desde la época de Chetsün Sengé Wangchuk en adelante, "tenemos figuras [históricas] fechables" en lo que constituye un linaje de los Diecisiete Tantras. Este linaje es el siguiente: El discípulo de Chetsün Sengé Wangchuk, Zhangton Tashi Dorje (1097-1167), el hijo de Zhangton, Nyima Bum (1158-1213), el sobrino de Nyima Bum, Guru jo 'ber (1172-1231), el discípulo de Jo 'ber, Trulzhik Sengge Gyabpa ('khrul zhig seng ge rgyab pa, años 1200), el discípulo de Trulzhik, Melong Dorje (1243-1303), y el discípulo de Melong, Kumaradza (1266-1343), que fue el gurú raíz de Longchenpa (1308-1363).
En la escuela Nyingma, se dice tradicionalmente que los tantras del Vima Nyingthig son traducciones de textos indios realizadas por figuras del período de la primera difusión de budismo, principalmente el monje indio del siglo VIII Vimalamitra, a través de su maestro Sri Singha. Se remontan a la figura cuasi-histórica de Garab Dorje (de quien se dice que los recibió del Buda Samantabhadra). El relato tradicional de la historia de los Diecisiete tantras se encuentra en el sNying thig lo rgyus chen po (Las grandes crónicas de la esencia interior), una historia que se encuentra en el Vima Nyingthig.

### Los Diecisiete tantras

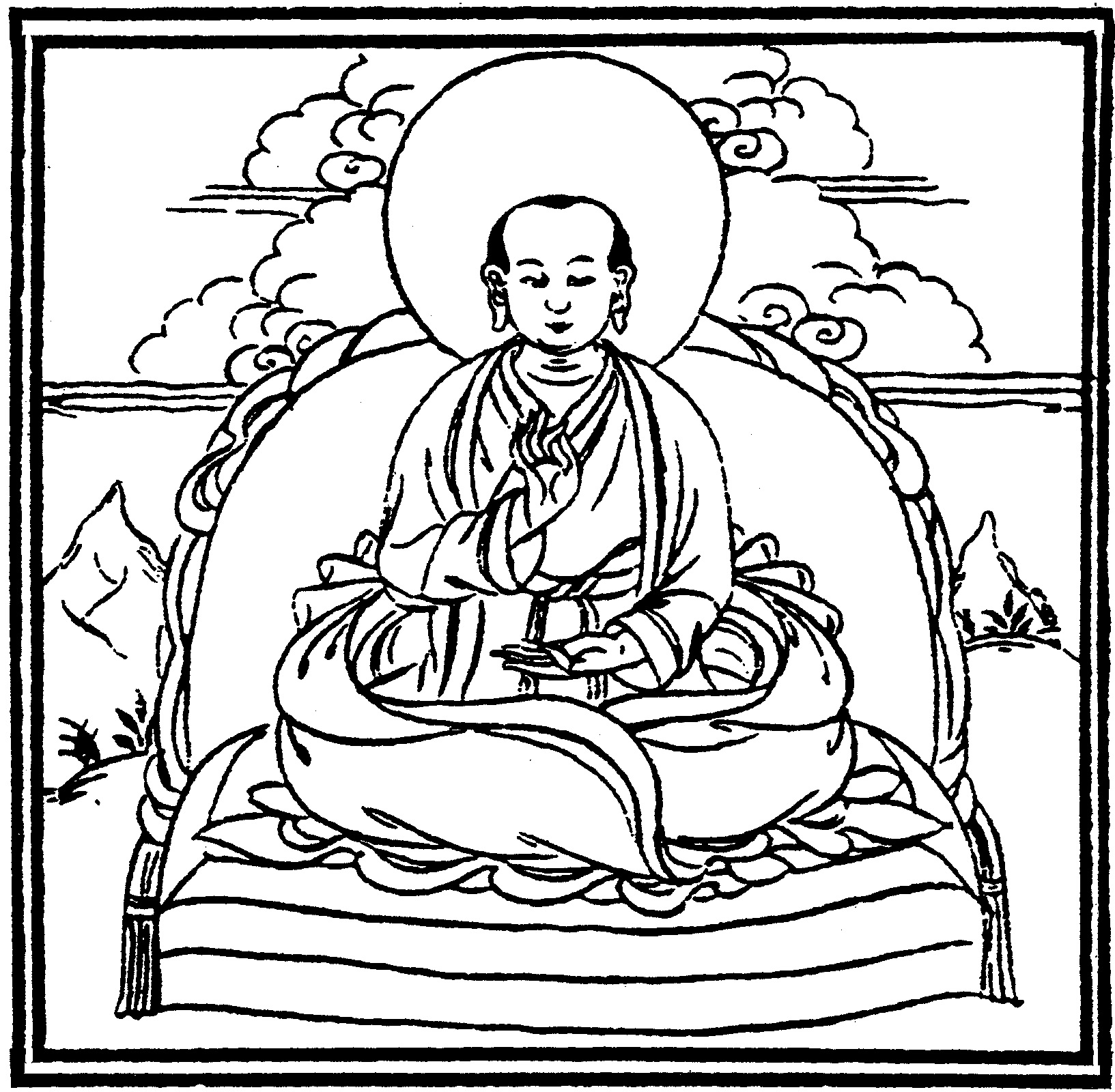
Zhangton Tashi Dorje (1097-1127), el terton estrechamente relacionado con el Vima Nyingtik

Los diecisiete tantras de la serie de instrucción esotérica (en tibetano: མན་ངག་སྡེའི་རྒྱུད་བཅུ་བདུན, wylie: man ngag sde'i rgyud bcu bdun) or los Diecisiete tantras de los Antiguos (rnying-ma'i rgyud bcu-bdun) comprenden las escrituras centrales de la "serie de instrucción esotérica" (menngagde) de las enseñanzas Dzogchen y son sus escrituras más autorizadas.
El erudito indio Vimalamitra (hacia el siglo VIII), alumno de Sri Singha, está estrechamente relacionado con los Diecisiete Tantras en las historias nyingma, y tradicionalmente se sostiene que su alumno Nyangban Tingzin Zangpo transmitió y ocultó estas escrituras en Zha Lhakhang (zhwa'i lha khang, "Templo del sombrero") después de que Vimalamitra se fue del Tíbet. Se dice que los Diecisiete Tantras fueron descubiertos por Dangma Lhungyel (siglo XI), un monje cuidador de Zha Lhakhang, que procedió a transmitir estas enseñanzas a Chetsün Sengé Wangchuk.
Según Hatchell, los Diecisiete Tantras "son estilísticamente muy similares" y todos se representan como enseñados por Budas en un diálogo con su séquito en diversos escenarios, como el espacio, los volcanes y los cementerios. Los diálogos tratan todos los temas principales del Nyingthig Dzogchen, como la base, la cosmogonía, el cuerpo sutil, la naturaleza de buda, las técnicas meditativas, los mandalas, los estados posteriores a la muerte o bardos, así como los rituales funerarios y de sometimiento.
Erik Pema Kunsang proporciona la siguiente lista de los diecisiete tantras:
1. El Tantra de la reverberación del sonido (en tibetano: སྒྲ་ཐལ་འགྱུར, wylie: sgra thal 'gyur, Skt: ratnākara śabda mahā prasaṅga tantra).[30] Este es el tantra raíz de los Diecisiete tantras y se centra en las prácticas relacionadas con el sonido.
2. El tantra de la auspiciosidad de la gracia (en tibetano: བཀྲ་ཤིས་མཛེས་ལྡན, wylie: bkra shis mdzes ldan gyi rgyud, Skt: mahā svaccha suvarṇāpramāṇa śrī tantra).[31]
3. El espejo mental de Samantabhadra (en tibetano: ཀུན་ཏུ་བཟང་པོ་ཐུགས་ཀྱི་མེ་ལོང, wylie: kun tu bzang po thugs kyi me long, Skt: samantabhadra cittādarśa tantra).[9]
4. El tantra de la lámpara ardiente (en tibetano: སྒྲོན་མ་འབར་བ, wylie: sgron ma 'bar ba, Skt: svarṇṇa puṣpa kānti ratnāloka jvala tantra).[32][33]
5. El espejo mental de Vajrasattva (en tibetano: རྡོ་རྗེ་སེམས་དཔའ་སྙིང་གི་མེ་ལོང, wylie: rdo rje sems dpa' snying gi me long, Skt: vajrasatva cittādarśa tantra).[16]
6. El tantra de la gnosis autosuperada (en tibetano: རིག་པ་རང་ཤར, wylie: rig pa rang shar gyi rgyud).[34]
7. El tantra de las joyas con tachuelas (en tibetano: ནོར་བུ་ཕྲ་བཀོད, wylie: nor bu phra bkod, Skt: sarva bhrānti pr̥ kara ratna dhūrta mata tantra nāma)[35]
8. El tantra de la introducción directa (en tibetano: ངོ་སྤྲོད་སྤྲས་པ, wylie: ngo sprod spras pa, Skt: darśanopadeśa ratnācita kṣetra dhātu śāsana tantra).[36]
9. Los seis espacios de Samantabhadra (en tibetano: ཀུན་ཏུ་བཟང་པོ་ཀློང་དྲུག, wylie: kun tu bzang po klong drug, Skt: samantabhadrāvartta ṣaṣṭha tantra).[37]
10. El tantra sin sílabas (en tibetano: ཡི་གེ་མེད་པ, wylie: yi ge med pa, Skt: anakṣara mahā tantra nāma ratna dhvaja rāja saṃtati dr̥ṣṭi gagana sama mahā tantra).[38]
11. El perfecto poder expresivo del León (en tibetano: སེང་གེ་རྩལ་རྫོགས, wylie: seng ge rtsal rdzogs, Skt: mahā siṃha parākrama pūrṇṇa tantra).[39]
12. El tantra del collar de perlas preciosas (en tibetano: མུ་ཏིག་རིན་པོ་ཆེའི་ཕྲེང་བ, wylie: mu tig rin po che'i phreng ba, Skt: ratna muṣṭi mūlā tantra).[40]
13. El tantra de la gnosis autoliberada (en tibetano: རིག་པ་རང་གྲོལ, wylie: rig pa rang grol, Skt: mahā vidyā svamukti sarva ghaṭṭita tantra).[41]
14. El tantra del Montículo de las Joyas (en tibetano: རིན་པོ་ཆེ་སྤུང་བ, wylie: rin po che spung ba, Skt: ratna kūṭa mahā guṇoddeśa tantra rāja).[42]
15. El tantra de las Reliquias Luminosas (en tibetano: སྐུ་གདུང་འབར་བ, wylie: sku gdung 'bar ba, Skt: śrī gagana śarīra jvala mahā tantra).[43]
16. La unión del sol y la luna (en tibetano: ཉི་ཟླ་ཁ་སྦྱོར, wylie: nyi zla kha sbyor, Skt: mahā sūrya candra ghana guhya tantra).[44]
17. El tantra de la perfección autoexistente (en tibetano: རྫོགས་པ་རང་བྱུང, wylie: rdzogs pa rang byung, Skt: kāyālokoddiṣṭābhisiñca mahā svayambhū tantra).[45]

### Otros tantras
Los Diecisiete Tantras suelen agruparse con otros tantras como un conjunto.
Se designan como "Los Dieciocho Tantras" cuando se añade el Troma Tantra ('Ngagsung Tromay Tantra', Wylie: sngags srung khro ma'i rgyud), también conocido como El Tantra de Shri Ekajati negra y iracunda (dpal e ka dza ti nag mo khros ma'i rgyud), que trata de los ritos protectores de Ekajati.
Los "Diecinueve Tantras" son los dieciocho anteriores junto con el Tantra de la Expansión Luminosa (Longsel Barwey, Wylie: klong gsal bar ba'i rgyud). Samantabhadrī está asociado con el Longsel Barwey y su nombre completo es Tantra del Sol de Brahmā de la Expansión Luminosa de Samantabhadrī (Wylie: kun tu bzang mo klong gsal 'bar ma nyi ma'i rgyud)..
Según Germano, otro tantra que está estrechamente relacionado con los Diecisiete Tantras es el Thig le kun gsal (Iluminación total del Bindu).

### Fuente
Estos Diecisiete Tantras se encuentran en el Canon de la Antigua Escuela, el 'Nyingma Gyubum' (tibetano: རྙིང་མ་རྒྱུད་འབུམ, Wylie: rnying ma rgyud 'bum), volúmenes 9 y 10, números de folio 143-159 de la edición editada por 'Jamyang Khyentse Rinpoche' comúnmente conocido como Dilgo Khyentse Rinpoche (Thimpu, Bután, 1973), reproducido del manuscrito conservado en 'Tingkye Gonpa Jang' (tibetano: གཏིང་སྐྱེས་དགོན་པ་བྱང, Wylie: gting skyes dgon pa byang) del monasterio del Tíbet.

### Comentarios
El comentarista más influyente sobre los temas de los Diecisiete Tantras es Longchen Rabjampa (1308-1364). Sus numerosos escritos, incluidos los Siete Tesoros y el Lama Yangtig, comentan los principales temas de los Diecisiete Tantras y el Vima Nyingthig. Según Germano, Longchenpa integró las doctrinas y prácticas de los Diecisiete Tantras "en los discursos modernistas, cada vez más normativos, que habían tomado forma a partir de los círculos lógico-epistemológicos budistas indios contemporáneos, el Madhyamaka, el Yogacara y las tradiciones tántricas de finales del siglo X al XIII".

## Los Termas o tesoros ocultos
Los Termas (en tibetano: གཏེར་མ་, wylie: gter ma; "tesoro oculto") son diversas formas de enseñanzas ocultas que son clave en las tradiciones espirituales nyingma. La tradición nyingma sostiene que las enseñanzas terma fueron originalmente ocultadas esotéricamente por los maestros vajrayana del siglo VIII Padmasambhava y Yeshe Tsogyal, para ser descubiertas en momentos propicios por reveladores de tesoros conocidos como tertöns. Como tales, los termas representan una tradición de revelación continua. La gran mayoría de los termas forman parte de la serie de enseñanzas mennagde y siguen de cerca las enseñanzas dzogchen del Vima Nyingthig, con algunas modificaciones.
Algunos de los principales termas son:
- Los termas de corona de médula (spyi ti), como el Tantra de la Expansión Luminosa
- Las revelaciones terma de Longchenpa.
- El profundo dharma de la autoliberación a través de la intención de los pacíficos e iracundos (kar-gling zhi-khro) reveló Karma Lingpa (1326-1386), que incluye los dos textos del bar-do thos-grol (a veces titulado El libro tibetano de los muertos).
- La Sabiduría Pelúcida (Gonpa Zangthal), revelada por Rigdzin Gödem (1337-1409)
- El núcleo del significado profundo de Ati (rDzogs pa chen po a ti zab don snying po) de Terdak Lingpa (1646-1714)
- Longchen Nyingthig (La esencia interior de Longchenpa): Un ciclo de textos Dzogchen famoso y ampliamente practicado, revelado al tertön Jigme Lingpa (1730-1798).[51]
- Rinchen Terdzod: Jamyang Khyentse Wangpo, Jamgon Kongtrul y Chogyur Dechen Lingpa reunieron miles de textos tesoro de la tradición Nyingma de todo el Tíbet, creando los 108 volúmenes del Rinchen Terdzod.[52]
- El Chokling Tersar revelado por Chogyur Dechen Lingpa (1829-1870)
- El Dudjom Tersar abarca todas las revelaciones terma de Dudjom Lingpa y Jigdral Yeshe Dorje (2º Dudjom Rimpoché).